# Lysandra multipuncta
Lysandra multipuncta är en fjärilsart som beskrevs av Bright och Leeds 1938. Lysandra multipuncta ingår i släktet Lysandra och familjen juvelvingar. Inga underarter finns listade i Catalogue of Life.